# Зелёный мыс (остановочный пункт, Свердловская железная дорога)
Зелёный мыс — остановочный пункт Свердловской железной дороги на межстанционном перегоне Ревда — Решёты ветки Дружинино — Екатеринбург-Сортировочный (часть магистральной линии Москва — Казань — Екатеринбург). Расположен в юго-восточной части муниципального округа Первоуральск Свердловской области, в 350 метрах к северу от берега Волчихинского водохранилища.
Пригородное сообщение по остановочному пункту Зелёный мыс представлено электропоездами, курсирующими на участке Дружинино — Екатеринбург. На остановочном пункте есть две боковые пассажирские платформы. Билетных касс нет.
До 2022 года остановочный пункт назывался 1624 км. Название Зелёный мыс он получил в рамках кампании по переименованию безымянных раздельных и остановочных пунктов Свердловской железной дороги.
Западнее остановочного пункта Зелёный мыс протекает ручей Топкий, который впадает в Волчихинское водохранилище. К берегу данного водохранилища от остановочного пункта на юго-запад ведёт лесная дорога протяжённостью приблизительно 600 метров, а в 1 километре по данной дороге от железнодорожного полотна у берега расположена база отдыха «Зелёный мыс». Такое же наименование носит садоводческое товарищество, расположенное северо-восточнее остановочного пункта и связанное с ним дорогой. Эта дорога является южным ответвлением от автодороги Пермь — Екатеринбург и ведёт в сторону ещё одной прибрежной турбазы «Остров». Расстояние между турбазой и остановочным пунктом Зелёный мыс составляет 1,5 километра.